# Ukwama
Ukwama è una circoscrizione rurale (rural ward) della Tanzania situata nel distretto di Makete, regione di Njombe. Conta una popolazione di 3 529 abitanti (censimento 2012).